# Sheykh Aḩmad
Sheykh Aḩmad (persiska: شیخ احمد, Sheykh Aḩmadlū) är en ort i Iran.   Den ligger i provinsen Östazarbaijan, i den nordvästra delen av landet, 400 km nordväst om huvudstaden Teheran. Sheykh Aḩmad ligger 1 580 meter över havet och antalet invånare är 114.
Terrängen runt Sheykh Aḩmad är platt åt nordost, men åt sydväst är den kuperad. Sheykh Aḩmad ligger nere i en dal. Runt Sheykh Aḩmad är det ganska glesbefolkat, med 40 invånare per kvadratkilometer. Närmaste större samhälle är Torkmanchay, 7,0 km öster om Sheykh Aḩmad. Trakten runt Sheykh Aḩmad består i huvudsak av gräsmarker.